# ジョン・アクトン (第6代準男爵)
第6代準男爵サー・ジョン・フランシス・エドワード・アクトン（英: Sir John Francis Edward Acton, 6th Baronet, 1736年6月3日 - 1811年8月12日）は、イタリアの軍人・政治家。フランス生まれのイギリス人だが、トスカーナ大公国の海軍提督、ナポリ王国の海軍大臣（在任1779年 - 1789年）のち首席大臣（在任1789年 - 1804年）を歴任し、フランス革命の影響で混乱したナポリ王政を支えた。

## 生涯
フランス東部ブザンソンで、同市に移住したイギリス人外科医エドワード・アクトンの子として生まれる。父はジェントリ階級に属し、イングランド西部シュロップシャー州モーヴィル・アルデナム・パークの第2代準男爵ウォルター・アクトンの孫であった。

### トスカーナでの経歴
叔父が仕えていた縁でトスカーナ大公国海軍に仕官した。1773年、フリゲート艦「アウストリア」の海軍大佐・艦長として、チュニス湾に浮かぶ敵船を複数沈没させる軍功を立てた。アクトンはテトゥアン停泊中、アルジェの2艘のジーベック船とサレの5艘の船団からなるバルバリア海賊の集団が、大西洋海域から地中海海域に入ろうとしているとの情報を掴んだ。10月14日にアクトンの艦がスパルテル岬で待ち伏せたところ、2艘の船がジブラルタル海峡に向かってきた。うち1艘が岬の下方で進行をやめたが、これは信号を送り合いながら並んで航行していた相棒の船の船体が、濃霧のため3時間にわたり姿を隠してしまったためのように思われた。霧が晴れてまもなくこの船は銃撃を受けたため、サレの市旗が立てられ、船は直ちに戦闘態勢に入った。しかしアクトンの船が半マスケット銃その他の火器を浴びせたため、この船は相棒の船から何の援護もないまま、抵抗らしい抵抗もできずに軍旗を奪われ降参した。この船からは24丁の銃が押収され、生き残った乗員80余名は「アウストリア」に全員収容された。
アクトンの艦はこの鹵獲のあと2つ目の船を追い、アルジェの海岸部で追い詰めたが、サレのもう片方のフリゲート艦と2艘のジーベック船を完全制圧するタイミングを見計らった。フリゲート艦は短時間の追走を受け海岸線に追い詰められた後、両の舷側からの総攻撃で破壊された。次いでアクトンはゼーベック船1艘を追い、アライシュの港で攻撃を仕掛けたが、アクトンの艦は備砲を使わずに敵船を制圧した。2艘目のフリゲート艦は銃24丁、2艘のゼーベック船からはそれぞれ銃23丁と16丁を押収したが、2艘目のゼーベック船には、1艘目との戦闘中に逃げられてしまった。その後、アクトンは敵側が自分の艦「アウストリア」を鹵獲するためにアライシュの港から発進した小艦隊であったことを知った。しかしこの軍事行動を通して、「アウストリア」側の死者・負傷者を一切出さない完全勝利であった。
1775年、アクトンはスペインのアレハンドロ・オレイリー将軍と共に、スペイン・トスカーナ連合軍によるアルジェ侵攻を指揮した。アルジェ人側の見せかけの退却の術中にはまったスペイン軍の悲惨な上陸失敗の様子を、紀行作家ヘンリー・スウィンバーンは次のように記している、「［スペイン人は］一人残らずズタズタに切られて虐殺された…［しかし］トスカーナの将軍アクトン氏だけは違った。敵が船に襲い掛かろうとしたそのとき、彼は船を係留するロープを切り、全速力で海岸を離れた。ブドウ弾を装填した彼の船の大砲からの絶え間ない攻撃が、敵船の猛追を食い止めたばかりか、敵側に大きな損害を与えて退却を余儀なくさせた」。

### ナポリでの経歴

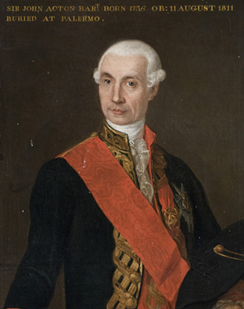
ジョン・アクトンを描いた肖像画（1800年）

1779年、主君のトスカーナ大公レオポルドは、妹のナポリ王妃マリア・カロリーナの懇願を聞き入れてアクトンをナポリ王国に出仕させた。王妃の計画するナポリ海軍の改革と再編成を遂行するのに相応しい人物として、腹心のカラマーニコ公爵フランチェスコ・ダキーノがアクトンを王妃に推薦したのである。1779年、アクトンは壊滅状態にあったナポリ王国海軍を再建すべく海軍再編計画を国王に提出した。計画の承認を受けると、海軍大臣（臨時）に任じられたアクトンは、造船所の近代化、海軍戦力の増強に取り組んでいく。直後には戦争大臣も兼務した。大臣在任中、第4代カンポレアーレ公爵ジュゼッペ・ベッカデリ・ディ・ボローニャが名ばかりの首相を務めていた。アクトンはカンポレアーレ公爵がスペインと内通している証拠をつかみ、更迭に追い込んだ（後任の首相はヴィッラマイナ侯爵ドミニコ・カラッチョロ）。また、カラマーニコ公爵も駐英・駐仏公使、さらにはシチリア総督に転出させた。カラマーニコ公爵は総督就任後シチリアで急死したため、アクトンが毒殺したのではないかという噂が立った。
こうしてカンポレアーレ公爵やカラマーニコ公爵を追放したアクトンは、財務大臣を経て、1789年には外務も掌握して首席大臣へとのぼり詰めることになる。アクトンの政治方針は、駐ナポリ英国大使サー・ウィリアム・ハミルトンと歩調を合わせたものであり、ナポリからスペインの影響力を排除して、イギリスとオーストリアの影響下に置こうとするものだった。この方針はフランス及びイタリア諸国内の親仏勢力の反発を買った。
ナポリ王国海軍には、艦隊と呼べるような代物は、アクトンのナポリ着任時には実質存在しないに等しい状況だったが、彼は1798年までに軍船120艘とカノン砲1200門を揃え、陸軍の兵力は1万5000人から6万人へと四倍に増やした。しかし不幸にもこれらは、成果を過大に見せかけ、ナポリの国益を全く考慮しないアクトンの国政運営の果実に過ぎず、ほどなく重大な失策につながってしまう。アクトンは国内の交通路の整備と主要港湾の修築を進めて国内商業を促進しようとしたが、すでに巨大化した陸海軍を支えるために大増税が行われた後で、それを相殺するような発想とは真逆の新たなるインフラ整備事業は、国内の激しい窮乏と全国的な不満を呼び起こした。外国人将校をナポリ軍に積極採用する政策も国内貴族層の怒りを招き、ナポリ艦隊がイギリス人提督ホレーショ・ネルソンの指揮下に入ったときも同じような反応があった。
ネルソンとイギリス艦隊は1798年8月のナイルの海戦で地中海におけるフランス海軍に対する優位を打ち立て、そのおかげでナポリ王国は一時的にフランス革命政権の侵略から守られた。しかし結局フランスは陸軍を送り込んでナポリを含むイタリア半島を制圧した。このため1798年12月、ネルソンは陥落目前のナポリに戦列艦「HMSヴァンガード」を遣わして、ナポリ王室と首相アクトン、イギリス大使ハミルトンとその妻で自分の恋人のエマ・ハミルトンを救出し、シチリアの首都パレルモへ避難させた。王室の圧力から解放された、フランス革命の理念に共鳴するナポリの貴族や市民たちは、すぐさまパルテノペア共和国を樹立し、フランスの保護を得た。しかしこの共和国はわずか5か月しか続かず、ルッフォ枢機卿に率いられてカラブリア州から来た貧農の群れサンフェディスティによって転覆され、王政が息を吹き返した。王妃マリア・カロリーナとルッフォ枢機卿に支持されたアクトンがナポリに戻って最高評議会を統率、白色テロを実施し多くの名望あるナポリ市民を獄につなぎ死に追いやった。
1804年、ナポリ王室はフランスの圧力に屈してアクトンを罷免した。アクトンは罷免直前、国王に対してナポレオンと同盟を結ぶ一方で、対フランス防衛のためイギリス軍とロシア軍のナポリ駐留を許可するよう進言していた。アクトンは年金3000ドゥカーティの受給資格とモディカ公爵位を与えられたが、これらを辞退した。アクトンは王室に慰留され宮廷に留まったが、1806年フランス軍の再度の侵攻が起きると、王室とともにシチリアに移った。

### 私生活
1791年、第5代準男爵サー・リチャード・アクトン（又従兄の息子）が直系相続者なく死去すると、準男爵位と所領を相続した。

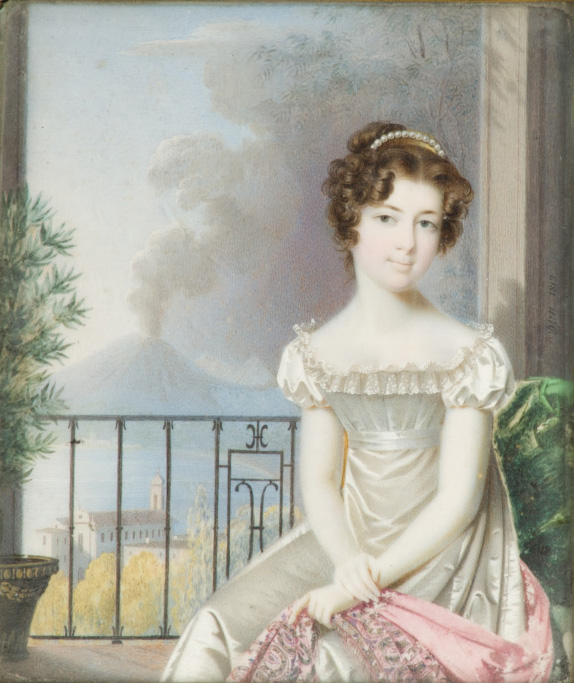
メアリー・アン・アクトン、1823年

1800年2月2日、63歳になっていたアクトンは、13歳の実の姪メアリー・アン・アクトンと結婚した。メアリー・アンは、アクトンの弟のナポリ将軍ジョセフ・エドワード・アクトン（1737年 - 1830年）と、その妻マリー・エレオノーレ・ベルゲ・フォン・トリップス（1769年 - 1848年）の間の長女で、母親の姉の夫はアクトン兄弟と同じくナポリ王国に将軍として仕えていたヘッセン＝フィリップスタール方伯ルートヴィヒであった。この結婚はアクトン一族の豊かな資産を目減りさせないためのものだったが、近親結婚のため教皇の特免を必要とした。
アクトンが年端もゆかぬ姪と結婚したニュースを聞いた友人のネルソン提督は、「今からでも遅いことは全くない」と述べ、直後にナポリ港に着くと自分の旗艦「フドロワイヤン（Foudroyant）」の船上でアクトン夫妻の結婚祝賀パーティーを開いている。もっとも、祝宴は酔ったイギリス人大尉が誤ってさるイタリアの公爵夫人を海に転落させてしまい、怒った公爵夫人が大尉を船のマストから吊るし首にしろと騒ぎだしたため、途中でお開きになった。
アクトン夫妻は3人の子に恵まれた。
- ファーディナンド・リチャード・エドワード・アクトン（1801年 - 1837年） - 第7代準男爵、初代アクトン男爵の父。
- チャールズ・ジャニュアリアス・エドワード・アクトン（英語版）（1803年 - 1847年） - 枢機卿
- エリザベス・アクトン（1806年 - 1850年） -  ウォリックシャー州コートン・コート（英語版）の第8代準男爵ロバート・スロックモートン（英語版）と結婚

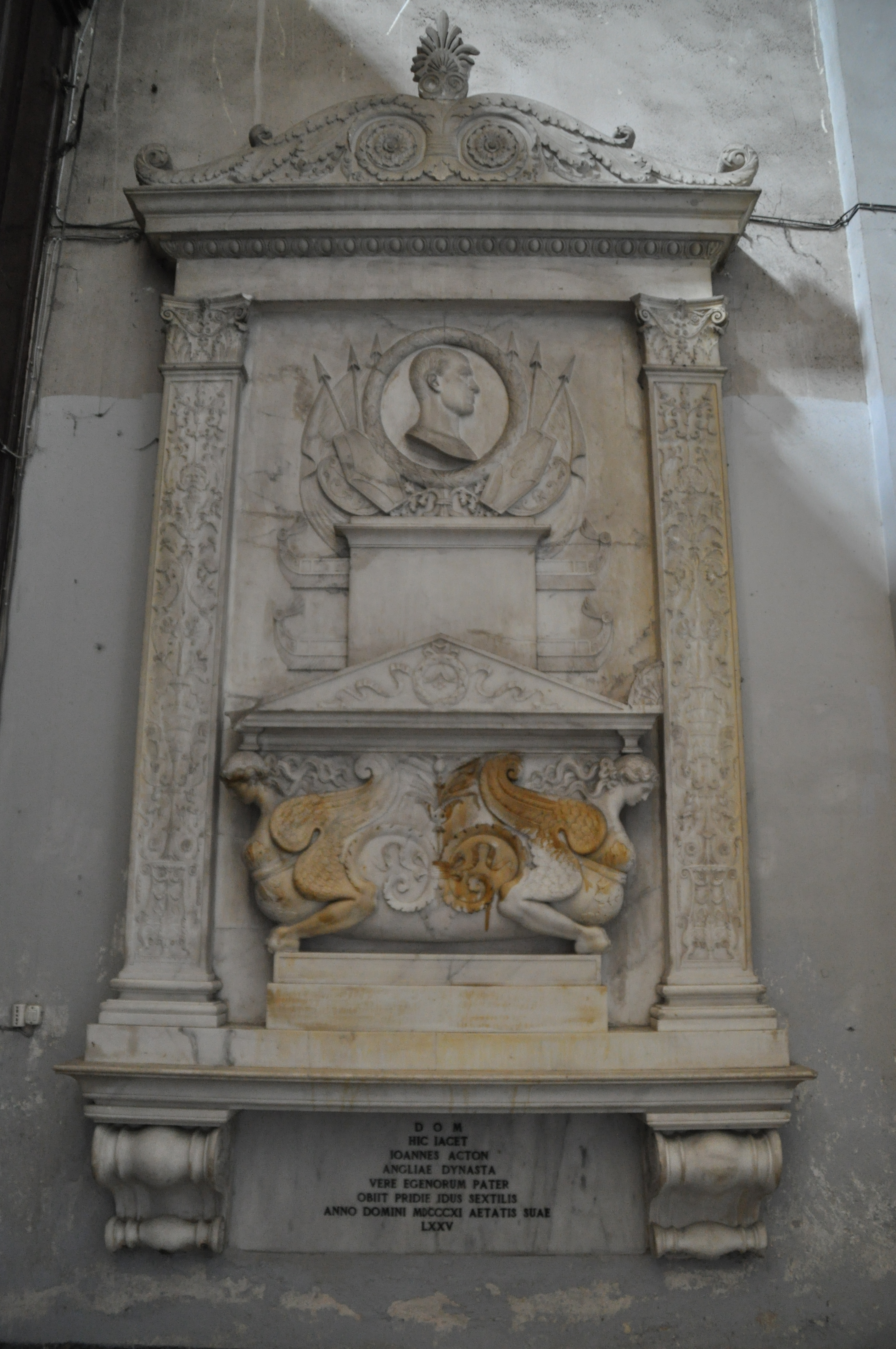
アクトンの墓碑

晩年のアクトンは病苦に悩み、1809年7月25日の手紙の中で、「テルミナ鉱泉から戻って数日だが、体調が回復する兆しはない。脳卒中と去年の落馬事故による麻痺の症状が重く、さらに今は視力を失いつつある」とこぼしている。
アクトンは1811年にパレルモで死去した。75歳だった。荘厳な葬儀が準備されたが、式中に大雨が降ったせいで、遺体が通りに長く捨て置かれたままになったという。遺骸はサンタ・ニンファ・デイ・クロチフェーリ教会に葬られた。

## 引用・脚注
1. 1 2 3 4 5 6 7  Reid, Stuart (2008) [2004]. “Acton, Sir John Francis Edward, sixth baronet (1736–1811)”. Oxford Dictionary of National Biography (英語) (online ed.). Oxford University Press. doi:10.1093/ref:odnb/76. (要購読、またはイギリス公立図書館への会員加入。)
2. ↑  Chambers Biographical Dictionary, ISBN 0-550-16010-8, p.6
3. ↑  Henry Edward Napier (1847年). “Florentine History, vol 6”. p. 170. 2021年5月29日閲覧。
4. 1 2 3 4 5 6   この記述にはアメリカ合衆国内で著作権が消滅した次の百科事典本文を含む: Chisholm, Hugh, ed. (1911). “Acton, Sir John Francis Edward, Bart.”. Encyclopædia Britannica (英語). Vol. 1 (11th ed.). Cambridge University Press. pp. 160–161.
5. ↑  Travels through Spain, in the years 1775 and 1776, Volume 1, Pages 61–62, By Henry Swinburne, Published 1787
6. 1 2  “Acton, John Francis Edward - Enciclopedia” (イタリア語). Treccani. 2024年9月22日閲覧。
7. 1 2 3 4 5  Henderson 1885.
8. ↑  “L'ascesa di Giovanni Acton al governo dello stato”. Archivio Storico per le Province Napoletane. p. 437 (1980年). 2021年5月29日閲覧。
9. ↑  “Family tree of Joseph Edouard Acton”. 2024年9月20日閲覧。
10. ↑  Nicolas, Sir Nicholas Harris (1845). The dispatches and letters of Vice Admiral Lord Viscount Nelson. 4. H. Colburn. p. 206. hdl:2027/inu.32000007393814?urlappend=%3Bseq=246 2020年10月22日閲覧。
11. ↑  Parsons, George Samuel (1843年). “Nelsonian Reminiscences”. pp. 50–52. 2020年10月22日閲覧。
12. ↑  “Mediterranean Expedition”. The Times (1809年9月18日). 2020年10月22日閲覧。
13. ↑  “Naples, Sept. 9.”. The Times (1811年10月3日). 2020年10月22日閲覧。